# Grimoire

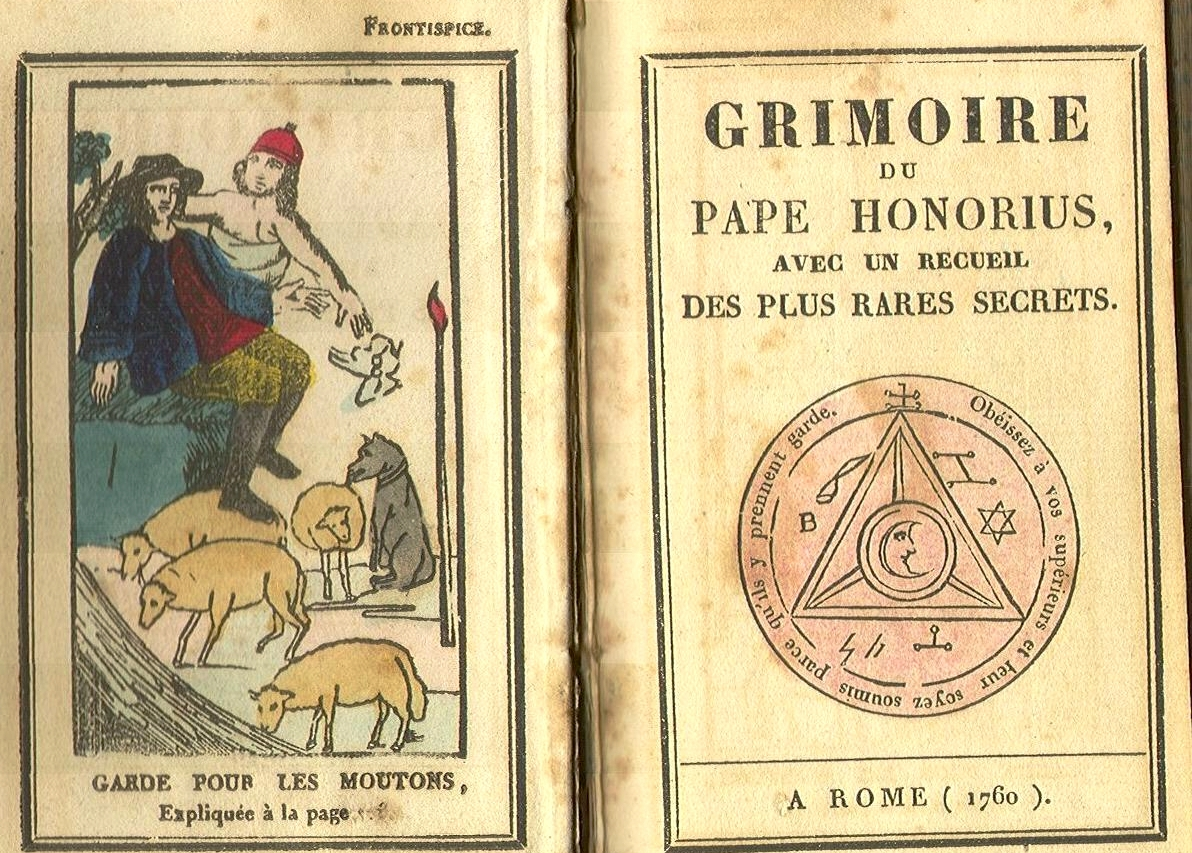
Grimoire van paus Honorius

Het teken van Solomon uit een middeleeuws grimoire, de Goetia

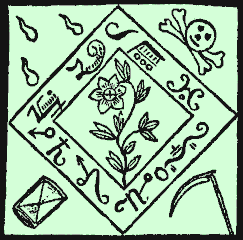
Dit ontwerp voor een amulet komt uit de 18e-eeuwse La Poule Noire grimoire. Borduur op het zwarte satijn, en zeg "Nades, Suradis, Maniner", en een djinn wordt verondersteld te verschijnen; zeg de djinn "Sader, Prostas, Solaster", en de djinn brengt u uw ware liefde. Zeg "Mammes, Laher" als je de djinn kwijt wil.

Een grimoire is een toverboek met diverse recepten om bepaalde kwalen te genezen, demonen te bezweren of op te roepen (theürgie), talismannen en amuletten te maken, en voor het uitspreken of verwijderen van vervloekingen. Grimoires waren als instructieve handboeken voor geschoolde mensen geschikt om beelden, diagrammen, figuren en allerhande tekens weer te geven (voor nadere bestudering), en die zijn dan ook typerend voor het genre.
Grimoires zijn sterk verbonden met theurgie, het aanroepen en sturen van bovennatuurlijke wezens (godheden), en men spreekt in dit kader ook wel van ars notoria. Dergelijke literatuur circuleerde tot ver in de vroegmoderne tijd hoofdzakelijk in handschriften. Dit kan te maken hebben met het tegendraadse, duistere karakter van de teksten in verband met bedenkingen, veroordelingen en censuur door geestelijke en wereldlijke autoriteiten.
De grimoire duikt op in de late middeleeuwen en hoort thuis bij de colportageboeken. Een vroeg en invloedrijk voorbeeld is de uit het Arabisch vertaalde Picatrix (twaalfde eeuw). Ze bleven circuleren in zowel handschrift als druk tot in de vroegmoderne tijd, en beïnvloedden bijvoorbeeld de engelenconversaties van de elizabethaanse geleerde John Dee (1527 – 1608). Dee illustreert tevens dat in de praktijk gedurende de vroegmoderne tijd grimoire-magie soms verbonden is met astrologie, hermetisme en neoplatonisme. Ze waren ook van invloed op de symboliek van de Vrijmetselaars en de Hermetische Orde van de Gouden Dageraad. Stilaan verdwenen ze uit de belangstelling, tot rond 1900 de revival van het occultisme de grimoires opnieuw onder de aandacht bracht. Na de Tweede Wereldoorlog werden bijna alle bestaande grimoires opnieuw gedrukt.
De meeste grimoires zijn apocrief. Als auteur krijgen ze vaak de naam van een beroemd persoon opgeplakt. Vaak betreft het een paus, maar een bekend voorbeeld is ook Salomon in de Clavicula Salomonis. Er bestond dan ook een hele pseudo-Salomonische traditie. Ook het jaartal werd meestal vervalst. De reden hiervoor is dat het boek autoriteit verwerft via de bijzondere persoon en het oude jaartal, wat traditie suggereerde en dus aan kon geven dat het werk de moeite waard was.
Over het algemeen wordt een grimoire, althans binnen de pseudo-Salomonische traditie, niet zomaar gebruikt. Men moet zich houden aan ascetische voorschriften, om zuiver van lichaam en (dus) geest te zijn, wat gunstig is bij het praktiseren van de magie. Ook dienen te gebruiken materialen zuiver te zijn en van bepaald materiaal vervaardigd te zijn. Verder moeten de rituelen discreet worden uitgevoerd, in een rustige en afgesloten omgeving. Ook speelt het tijdstip van aankoop of fabricage een rol i.v.m. bijvoorbeeld de stand van de sterren. Middeleeuwse astrologie is dan ook van groot belang bij het genre van de grimoire.

## Inhoud van een grimoire
De meeste grimoires zijn vrij typisch, dat wil zeggen ze zijn op dezelfde wijze samengesteld. Doelstellingen van een grimoire waren:
- Door middel van occulte of geestelijke weg genezingen verkrijgen van mensen en vee
- Middels occulte of magische weg geld of bezit aantrekken
- Middels occulte of magische weg een partner aantrekken
- Middels occulte of magische weg iemand op afstand trachten te doden, ziek of seksueel onvermogend te maken

Vaak voorkomende elementen zijn:
- Verwijzing naar een belangrijk persoon, die de auteur zou zijn
- Verwijzing naar de antieke oudheid, om het boekje zwaarwichtig te maken
- Een reeks gebeden, meestal christelijk, vaak ook zwartmagisch, om bepaalde zaken te laten gebeuren
- Magische tekeningen of talismannen

## Lijst van beroemde grimoires
De oorspronkelijke (meestal Franse) titel wordt vooraan gezet, daarachter de vertaling. Dit betekent niet dat deze boeken ook in Nederlandse vertaling hebben bestaan.
- Arbatel de magia veterum
- Le véritable dragon noir (de waarachtige zwarte draak)
- L'enchiridion du Pape Léon (het boekje van Paus Leo)
- Le véritable dragon rouge (de waarachtige rode draak)
- Vénus magique (de magische Venus)
- La poule noire (de zwarte kip)
- Grémoire du Pape Honorius (toverboek van Paus Honorius)
- Trésor du vieillard des pyramides (de schat van de grijsaard van de piramides)
- Le petit Albert (de kleine Albert)
- Secrets merveilleux de magie naturelle d'Albert le Grand (wonderbaarlijke geheimen der natuurmagie van Albertus Magnus)
- Grimoire d'Armadel (Grimoire van Armadel)
- Boek van de Heilige magie van Abramelin de magiër
- Magic (Aleister Crowley)
- Galdrabok (Stephen Flowers, IJsland)
- Voynichmanuscript
- Necronomicon (een fictief grimoire)